# Samuel Richardson
Samuel Richardson (Mackworth, 19 de agosto de 1689 — Parsons Green, 4 de julho de 1761) foi um escritor e editor inglês do século XVIII. É mais conhecido por seus três romances epistolares: Pamela: Or, Virtue Rewarded (Pamela: ou, a virtude recompensada — 1740), Clarissa: Or the History of a Young Lady (Clarissa: ou a história de uma jovem — 1748) e The History of Sir Charles Grandison (A História de Sir Charles Grandison — 1753). Richardson foi um consagrado impressor e editor por grande parte da vida e publicou quase 500 obras diferentes, incluindo revistas.

## Vida
Richardson perdeu sua primeira esposa, juntamente com seus cinco filhos, e acabou casando novamente. Embora com sua segunda esposa tivesse quatro filhas que chegaram à vida adulta, não tiveram um herdeiro homem para continuar gerindo a gráfica e editora. Enquanto sua gráfica ia aos poucos decaindo, aos 51 anos escreveu seu primeiro romance e imediatamente se tornou um dos escritores mais populares e admirados de seu tempo.
Conheceu figuras de destaque na Inglaterra do século XVIII, incluindo Samuel Johnson e Sarah Fielding. No mundo literário de Londres, foi rival de Henry Fielding, e os dois reagiram aos estilos literários um do outro em seus próprios romances.
Richardson foi um dos autores incluídos no Index Librorum Prohibitorum, uma lista criada pelo papa contendo os nomes dos livros que os católicos não estavam autorizados a ler.
Denis Diderot escreveu uma grande homenagem a Richardson, Éloge de Richardson (Elogio a Richardson) no Journal etranger em janeiro de 1762: Ô Richardson ! on prend, malgré qu’on en ait, un rôle dans tes ouvrages, on se mêle à la conversation, on approuve, on blâme, on admire, on s’irrite, on s’indigne.  (Ó, Richardson, querendo ou não, desempenhamos um papel em suas obras, nos metemos na conversa, aprovamos ou criticamos, admiramos, nos irritamos, nos indignamos.)
A retidão moral que havia de se revelar fortemente em Pamela era já evidente na primeira obra de Richardson, The Apprentice’s Vade Mecum (O vade mecum do aprendiz). Assim como as moças eram instruídas sobre as recompensas da virtude em Pamela, o manual de Richardson para os rapazes era uma lição sobre os prêmios do trabalho.
Apesar de a maioria das obras de Richardson não terem sido traduzidas para o português, encontra-se disponível no Brasil uma publicação de uma tradução feita por Rafael Tages da obra “Pamela” editada pela editora Pedrazul.

## Obras
Na década de 1730, Richardson recebeu uma encomenda de uma coletânea de cartas que pudessem servir de modelos para "leitores do interior", volume que se tornou conhecido como Familiar letters on important occasions (Cartas familiares em ocasiões importantes). Ocasionalmente, ocorreu-lhe a ideia de continuar o mesmo assunto de uma carta para outra, técnica que ele expandiu em seu romance Pamela, que começou a escrever em novembro de 1739 e publicou um ano depois, Richardson escreveu uma continuação, Pamela in her Exalted Condition (Pamela em sua condição exaltada) em 1742. "Pamela é um romance sobre o abuso do poder e a forma correta de resistir a ele. [...] Foi elogiado por alguns como um manual da conduta virtuosa, enquanto outros o denunciaram como pornografia disfarçada."
Em 1744 Richardson parece ter completado uma primeira redação de seu segundo romance, Clarissa, mas passou três anos revisando-o. "A história ambiciosa de Richardson de sedução trágica se desenrola através de centenas de cartas trocadas entre Clarissa Harlowe, sua confidente Anna Howe, o encantador mas também cruel e malicioso sedutor Lovelace e um elenco de apoio de família e conhecidos.
Em seu terceiro romance, The History of Sir Charles Grandison (A história de Sir Charles Grandison — 1754), atendeu a pedidos de leitores de criar um herói que fosse um homem bom, uma contrapartida do herói errante Tom Jones de Fielding (1749).

## Publicações

### Romances
1. Pamela; or, Virtue Rewarded (1740–1761) – revisado em 8 edições (1ª edição: novembro de 1740, 2ª edição: 14 de fevereiro de 1741, 3ª edição: 12 de março de 1741, 4ª edição: 05 de maio de 1741, 5ª edição: 22 de setembro de 1741, 6ª edição: 10 de maio de 1742, 7ª edição: 1754 e 8ª edição póstuma: 28 de outubro de 1761)
2. Pamela in her Exalted Condition (1741–174[6?]) – a sequência de Pamela, geralmente publicada em conjunto em 4 volumes – revisada em 4 edições (1ª edição: 07 de dezembro de 1741, 2ª edição: entre dezembro de 1741 e maio de 1742, 3ª edição: 10 de maio de 1742 e 4ª edição: 18 de outubro de 174[6?])

- Clarissa, or, the History of a Young Lady (1747–59) – revisada em 4 edições - 1ª edição: 1747-48, revisada 2ª edição: 1749 (apenas volumes 1-4), revisada 3ª edição: 1750 e revisada 4ª edição: 1751 e 1759
  - Letters and Passages Restored to Clarissa (na 4ª edição revisada: 1751)

1. The History of Sir Charles Grandison (1753–1761) – restaurada e corrigida por meio de 4 edições (1ª edição: 1753-54, 2ª edição: 1754, 3ª edição: 1754 e 4ª edição: 1756 (volume 7 apenas) e todos os volumes postumamente em 1762)
2. The History of Mrs. Beaumont – A Fragment – aum manuscrito inacabado que na verdade fazia parte de A História de Sir Charles Grandison, mas mais tarde concebido como um romance separado que foi parcialmente publicado postumamente na Correspondência de Samuel Richardson Selecionado dos Manuscritos Originais Legados por ele à sua Família (volume 5) editado por Anna Laetitia Barbauld (1804). O manuscrito completo ainda não foi publicado.

### Suplementos
- A Reply to the Criticism of Clarissa (1749)
- Meditations on Clarissa (1751)
- The Case of Samuel Richardson (1753)
- An Address to the Public (1754)
- 2 Letters Concerning Sir Charles Grandison (1754)
- A Collection of Moral Sentiments (1755)
- Conjectures on Original Composition in a Letter to the Author 1ª e 2ª edições (1759) (com Edward Young)

### Como editor
- Aesop's Fables – 1ª, 2ª e 3ª edições (1739-1753)
- The Negotiations of Thomas Roe (1740)
- A Tour through Great Britain (4 volumes) por Daniel Defoe - 3ª, 4ª, 5ª e 6ª edições (1742-1761)
- The Life of Sir William Harrington (knight) por Anna Meades - revisado e corrigido

### Outras obras
- The Apprentice's Vade Mecum (1734)
- A Seasonable Examination of the Pleas and Pretensions Of the Proprietors of, and Subscribers to, Play-Houses, Erected in Defiance of the Royal License. With Observations on the Printed Case of the Players belonging to Drury-Lane and Covent-Garden Theatres (1735)
- Verses Addressed to Edward Cave and William Bowyer (1736)
- A compilation of letters published as a manual, with directions on How to think and act justly and prudently in the Common Concerns of Human Life (1741)
- The Familiar Letters 6 Editions (1741–1755)
- The Life and heroic Actions of Balbe Berton, Chevalier de Grillon (2 volumes) 1ª e 2ª Edições de Lady Marguerite de Lussan (como tradutora assistente de uma tradutora anônima)
  - Nº 97, O Rambler (1751)
- No. 97, The Rambler (1751)

### Obras póstumas
- 6 Letters upon Duelling (1765)
- Letter from an Uncle to his Nephew (1804)